# Ezequiel Mosquera
Ezequiel Mosquera Míguez (n. Cacheiras, Teo, La Corunha, a 19 de novembro de 1975) é um ex-ciclista espanhol.

## Biografia

### 1999-2004: estreia no ciclismo português
Estreia como profissional com a equipa portuguesa de 2ª divisão Paredes, no ano 1999, onde permaceu quatro temporadas.

### 2007-2010: revelação na Volta com o Galiza
No ano 2007, estreiou com 31 anos na Volta a Espanha e conseguiu uma meritória quinto posto, fazendo uma genial volta sobretudo na montanha.
Na Volta a Espanha de 2008, realizou outra grande participação, marchando quase o tempo todo roçando o pódio, fazendo grandes etapas de montanha, especialmente no porto de Fuentes de Invierno, descolando a ciclistas como Carlos Sastre ou Alejandro Valverde e ocupando a quarta posição no geral final.
Também conseguiu boas atuações em provas importantes como a Volta a Burgos e esteve a ponto de ganhar várias etapas na Volta ao País Basco e na Volta a Espanha finalizando em segunda posição muitas etapas.
Estando no melhor momento de forma da sua carreira sofreu um revés em 2009 já que descartou-se-lhe da Volta a Itália por uma fractura sofrida em sua mão esquerda,enquanto estava em sua casa descansando.
Regressou na Volta a Espanha, onde assinou uma meritória quinta posição final, depois de ser um dos ciclistas que mais espetáculo ofereceu atacando numerosas vezes no "Tríptico Andaluz" e em outras etapas de montanha.
No ano de 2010 voltou a repetir postos de honra em diferentes corridas, como o terceiro lugar na Volta a Castela e Leão, perfilando toda a sua temporada para poder brilhar na Volta a Espanha de 2010. Na mesma conseguiu impor-se na penúltima etapa, com final na Bola del Mundo depois de um longo ataque procurando ganhar a ronda espanhola, ocupando a segunda posição da classificação geral final a 41 segundos do italiano Vincenzo Nibali. Em setembro a UCI anunciou resultados analíticos anormais por presença de hydroxyethyl (Amido) que se detectou num controle antiding da Volta. Posteriormente a UCI anulou os resultados de Mosquera desde 28 de agosto de 2010 baseando na sentença do TAS (Tribunal de Arbitragem Desportiva) de 2012.

### 2011-2012: novos reptos no Vacansoleil
Em 2011 alinhou pela equipa Vacansoleil-DCM Pro Cycling Team, onde Mosquera ia coincidir com o italiano Riccardo Riccò, que nesse ano voltava a competir depois de uma sanção de dois anos por doping e quem, depois de uma primeira estreia com a Ceramica Flaminia, tinha alinhado pela equipa holandesa. Mas Riccò viu-se envolvido num novo caso de doping pelo qual foi despedido a 25 de abril. Outro dos integrantes de luxo da esquadra holandesa foi Stijn Devolder.

#### Afastado provisionalmente
Depois do positivo detetado a nova equipa deixou em suspenso a contratação do ciclista. Depois de sair absolvido finalmente especificou o contrato. Ainda que meses depois o afasta-se até que finalizasse o caso, sobretudo por precaução devido à suposta reincidência de doping do outro dos seus líderes: Riccò.
Depois de não ter notícias oficiais esteve previsto que Mosquera estrea-se no Tour de Romandia de 2011 no final de abril, facto que não ocorreu saindo a sua equipa com um corredor a menos.

### Sanção definitiva
Finalmente foi sancionado no final do 2011, não computando-se nos meses que não correu no Vacansoleil como de sanção como a substância de por se não era doping e em princípio não foi sancionado, com 2 anos até agosto de 2013. Durante 2012 Mosquera fez umas declarações insinuando que poderia ter incumprido alguma norma antidoping ainda que não deixando clara a sua culpabilidade. Em março desse mesmo ano anunciou a sua retirada definitiva.

### Falha da Audiência Nacional
A Audiência Nacional, depois de quase dois anos desde que Ezequiel Mosquera recorresse da sua sanção, dá a razão ao corredor galego e anula por um defeito de forma a sua sanção de dois anos pela análise que detectou hidroxietil amido em seu organismo na Volta a Espanha de 2010 na que acabou segundo. Apesar disso, a UCI mantém anulados os resultados de Mosquera desde 28 de agosto de 2010 baseando na sentença do TAS (Tribunal de Arbitragem Desportiva) de 2012.

## Palmarés
2005
- 1 etapa na Volta à Rioja

2008
- Clássica de Alcobendas, mais 1 etapa

2009
- 1 etapa na Volta a Burgos

2010
- 1 etapa na Volta a Astúrias
- 2.º na Volta a Espanha, mais 1 etapa.

## Resultados em grandes voltas ciclistas e Campeonatos do Mundo de Ciclismo em estrada
Durante a sua trajetória desportiva tem conseguido os seguintes resultados em grandes voltas ciclistas e nos Campeonatos do Mundo de Ciclismo em estrada:
| Corrida                                    | 1999 | 2000 | 2001 | 2002 | 2003 | 2004 | 2005 | 2006 | 2007 | 2008 | 2009 | 2010 |
| ------------------------------------------ | ---- | ---- | ---- | ---- | ---- | ---- | ---- | ---- | ---- | ---- | ---- | ---- |
| Volta a Itália                             | -    | -    | -    | -    | -    | -    | -    | -    | -    | -    | -    | -    |
| Volta a França                             | -    | -    | -    | -    | -    | -    | -    | -    | -    | -    | -    | -    |
| Volta Ciclista a Espanha                   | -    | -    | -    | -    | -    | -    | -    | -    | 5º   | 4º   | 5º   | 2º   |
| Campeonato do Mundo de Ciclismo em Estrada | -    | -    | -    | -    | -    | -    | -    | -    | -    | Ab.  | -    | -    |

-: não participa
Ab.: abandono

## Equipas ciclistas
- Paredes (1999-2002)
  - Paredes Movel-Ecop (1999)
  - Paredes Rota dos Moveis-Tintas VIP-Antarte (2000)
  - Paredes Rota dos Moveis-Tintas VIP-Ecop (2001)
  - Paredes Rota dos Moveis-Antares VIP (2002)
- Cantanhede-Marques da Marialva (2003)
- Carvalhelhos-Boavista (2004)
- Kaiku (2005)
- Comunidade Valenciana (2006)
- Galiza (2007-2010)
  - Karpin Galiza (2007-2008) (até o 25 de agosto)
  - Xacobeo Galiza (2008-2010)
- Vacansoleil-DCM Pro Cycling Team (2011)